# Manuel de Vecchi
Manuel de Vecchi (nascido em 8 de outubro de 1980) é um ciclista que representa a Itália em BMX.
Ele foi qualificado para representar a Itália nos Jogos Olímpicos de 2008 e 2012 na prova de BMX.